# Cave Story
Cave Story (洞窟物語 Dōkutsu Monogatari?) este un joc Metroidvania, platformer pentru Windows. Jocul a fost dezvoltat timp de cinci ani de către dezvoltatorul de jocuri video japonez Daisuke Amaya în timpul său liber. Cave Story a fost inspirat de jocurile video pe care Daisuke Amaya le-a jucat în tinerețe, precum Metroid și Castlevania. După publicarea jocului, acesta a început să prindă popularitate pe internet
Compania de jocuri independentă Nicalis a lucrat cu Amaya pentru a publica jocul pe WiiWare și DSiWare în 2010. O versiune mai îmbunătățită a jocului Cave Story+ a fost lansată pe Steam în 2011, iar pentru Nintendo 3DS versiunea aceasta a fost lansată anul următor. O versiune 3D a jocului, intitulată Cave Story 3D, a fost dezvoltată de Nicalis și publicată de NIS America pe Nintendo 3DS în toamna anului 2011. O versiune a jocului Cave Story+ pentru Nintendo Switch a fost lansată în vara anului 2017.